# Sarah Choate Sears
Sarah Choate Sears, nata Sarah Carlisle Choate (Cambridge, 5 maggio 1858 – Gouldsboro, 25 settembre 1935), è stata una pittrice, collezionista d'arte e fotografa statunitense, viene ricordata anche per la sua attività di mecenatismo e di imprenditoria culturale.

## Biografia
Figlia dell'avvocato Charles Francis e di Elizabeth Carlisle, rappresentanti di una classe sociale molto elevata di Boston, ciò permise alla ragazza di frequentare la Cowles Art School nel 1876 e di prendere lezioni al Museum of Fine Arts. Nel 1877 sposò Joshua Montgomery Sears (1854–1905), uno degli uomini più ricchi di Boston, trovandosi così nella situazione, unendo la ricchezza della sua famiglia con quella del marito, di non doversi preoccupare per l'avvenire potendosi perciò dedicare alle sue passioni.
Avendo studiato pittura, si dedicò all'acquarello e partecipò a concorsi e a mostre, riscuotendo benemerenze, riconoscimenti e premi, tra i quali vanno citate la Fiera Colombiana di Chicago del 1893, l'Esposizione di Parigi del 1900, la Pan-American Exposition di Buffalo del 1901, la Louisiana Purchase Exposition di St. Louis del 1904.
Nel frattempo, fin dal 1890, aveva scoperto la fotografia ed aveva iniziato a prendervi pratica iscrivendosi due anni dopo al "Boston Camera Club" dove fu notata da Fred Holland Day, in particolare sui suoi ritratti e sulle nature morte. La carriera fotografica di Sears, in stile pittorialista, iniziò a decollare a partire dal 1900 quando alcune delle sue immagini furono incluse da Holland Day nella mostra collettiva The New American Photography che venne esposta a Londra e a Parigi l'anno dopo. Sears fu accolta da Alfred Stieglitz nella nascente Photo-Secession e divenne una componente anche della londinese Linked Ring, entrambe sorte nel 1904. In realtà, Sears venne vista anche come una possibile risorsa finanziaria per l'organizzazione delle mostre dell'associazione. Fu uno dei pochi esponenti di Photo-Secession a pubblicare sue foto sulla copertina della rivista Camera Work.
Dopo la morte del marito, avvenuta nel 1905, si dedicò agli affari di famiglia e ai viaggi in Europa con la pittrice impressionista Mary Cassatt e alla scrittrice e femminista Gertrude Stein, dove acquisirà per la sua collezione dipinti di Edgar Degas, Édouard Manet e tanti altri. Lo stesso Stieglitz le suggerì di porre attenzione alle opere di Georges Braque, Paul Cézanne, Arthur B. Davies, Henri Matisse e anche nei confronti dell'artista americano Maurice Prendergast verso il quale Sears realizzò mostre a Boston e finanziò viaggi di studio in Europa. Sears donò l'intera collezione al Museum of Fine Arts di Boston.
Le ultime fotografie di Sears apparse in pubblico furono due immagini pubblicate da Camera Work nel mese di aprile del 1907. Da allora, si disinteressò alla fotografia e tornò a dedicarsi alla pittura e alle sue attività di mecenate fino alla morte.

## Galleria d'immagini

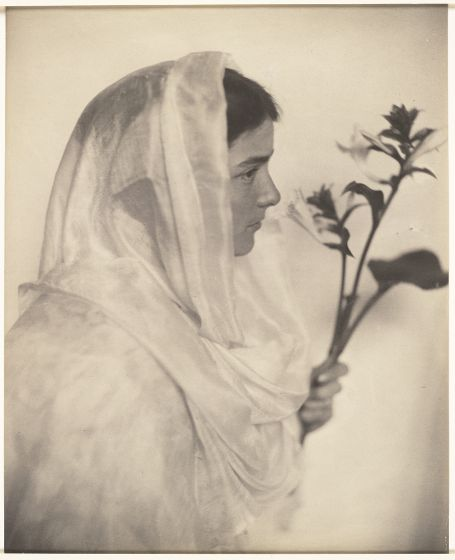
giovane donna con dei gigli, 1892
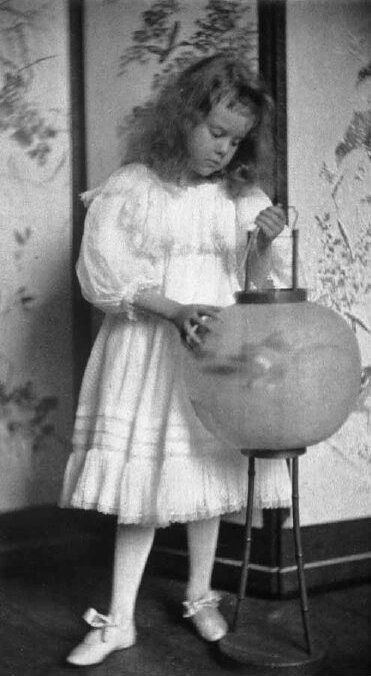
la figlia Helen, 1895
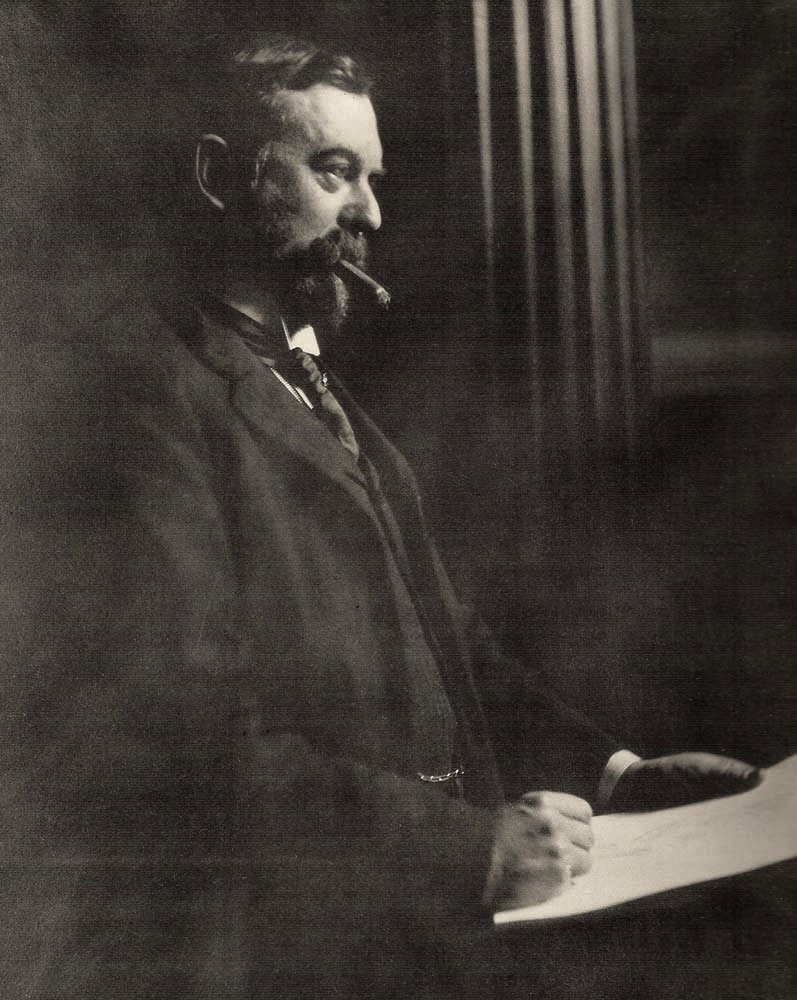
il pittore John Singer Sargent, 1903
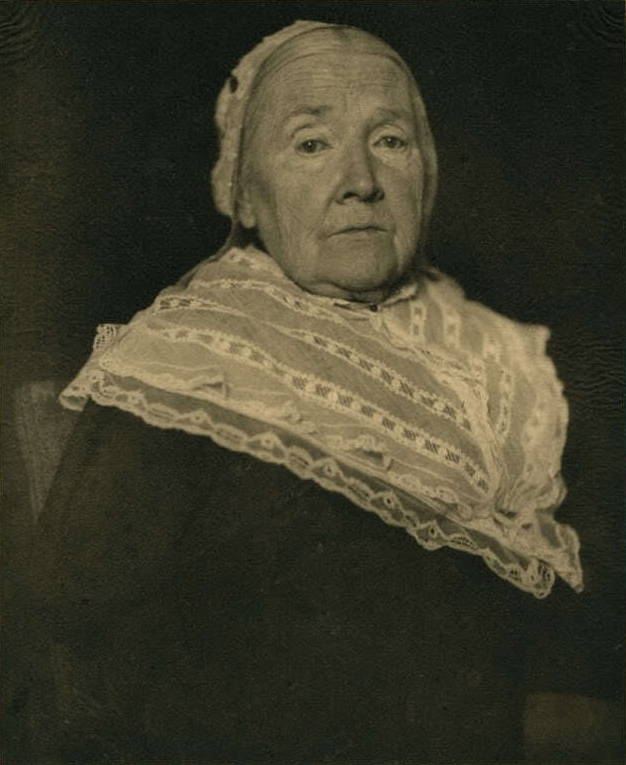
la scrittrice Julia Ward Howe, 1907 (foto pubblicata su Camera Work)
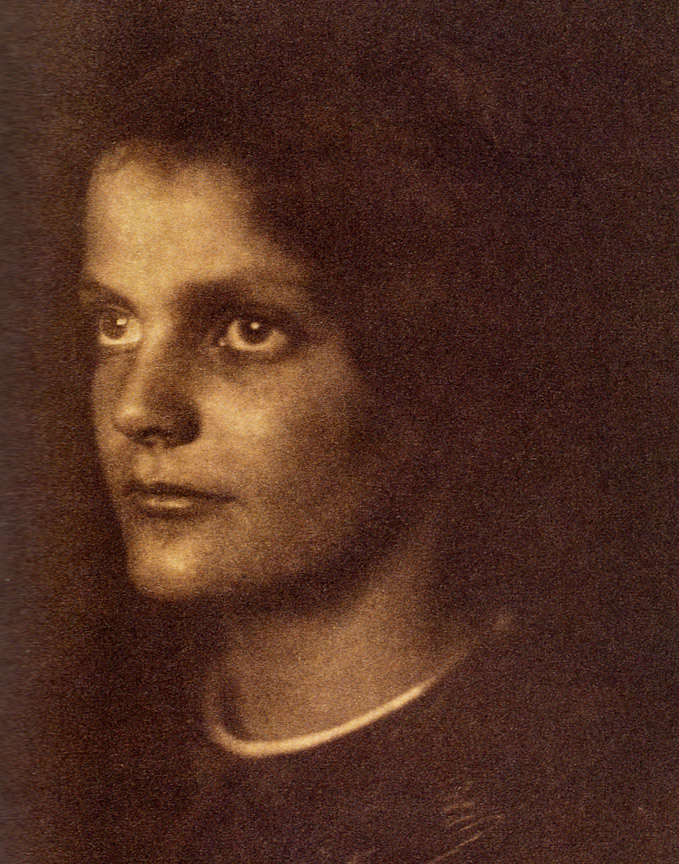
Mary, 1907 (foto pubblicata su Camera Work)